# Phyllanthus roseus
Phyllanthus roseus là một loài thực vật có hoa trong họ Diệp hạ châu. Loài này được (Craib & Hutch.) Beille miêu tả khoa học đầu tiên năm 1927.

## Hình ảnh

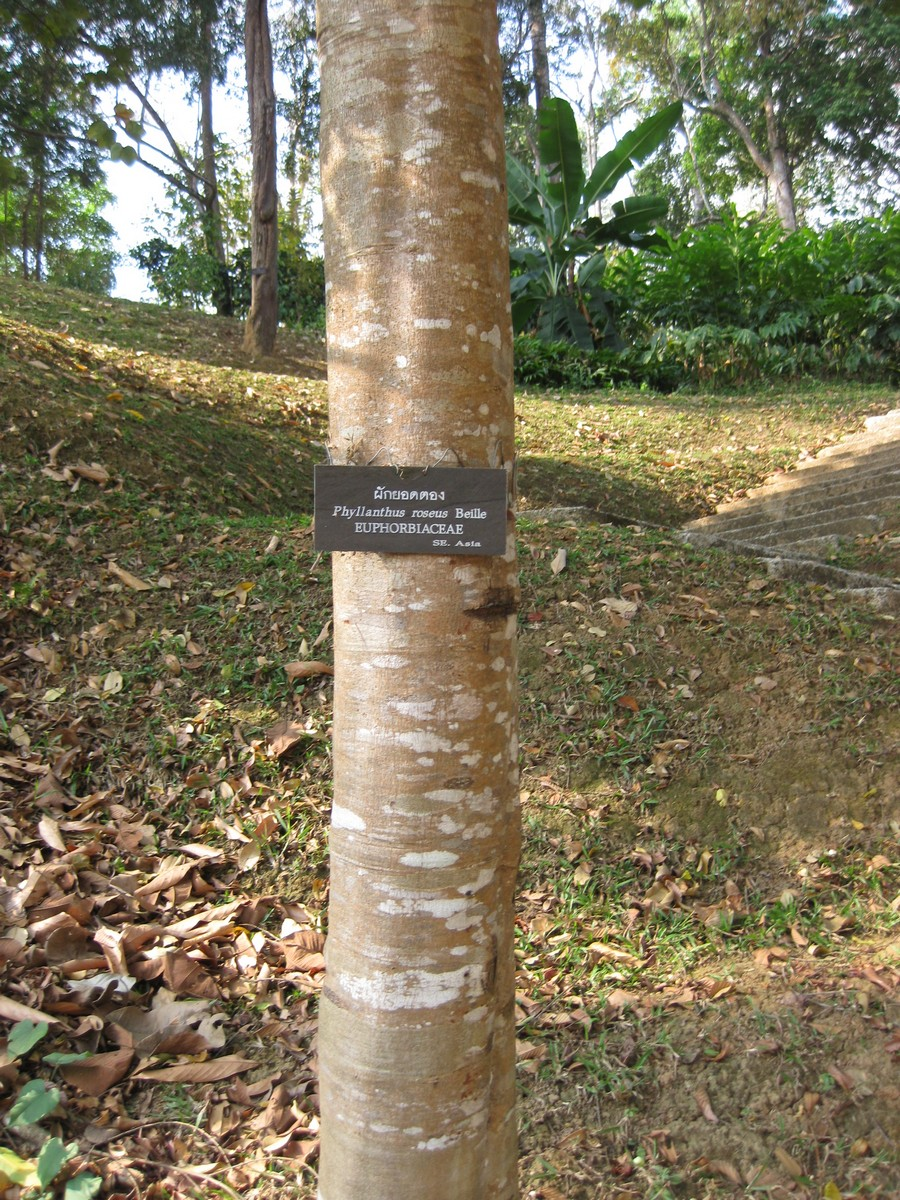